# Sonate pour violon et piano no 2 de Bax
Pour les articles homonymes, voir Sonate pour violon et piano.
La Sonate pour violon et piano no 2 est une œuvre de musique de chambre pour violon et piano du compositeur britannique Arnold Bax, écrite en 1915.

## Contexte
Arnold Bax et son frère Clifford peuvent être vu comme des privilégiés, malgré leurs talents respectifs, puisqu'Arnold Bax est devenu compositeur, son frère dramaturge et auteur. Le manoir de leurs parents à Hampstead, Ivy Bank, a constitué un décor idéal pendant leur adolescence et leur jeune âge où, soutenus par leur mère, une succession constante de brillants contemporains leur rendaient visite pour jouer de la musique, passer du temps dans les vastes jardins et faire des rêves impossibles de « plus que ce que la vie peut donner » (« more than life can give »), comme l'a dit Clifford. Le père d'Arnold Bax avait envisagé pour lui des études à l'Université de Cambridge, mais il n'en a pas voulu et a étudié à la Royal Academy of Music de Londres entre 1900 et 1905. Une fois leurs études terminées, les deux frères, libres grâce à leurs revenus privés, n'ont jamais ressenti la moindre pression pour gagner leur vie en cherchant un emploi rémunéré. Ils étaient tous deux libres de voyager, de développer leur art et de s'adonner à une succession de liaisons amoureuses qui, dans le cas d'Arnold, se reflètent dans sa musique.
Malgré cette prodigalité, Arnold Bax n'évolua que lentement vers un style de maturité, de sorte que sa réputation et la musique par laquelle nous nous souvenons de lui ne commencèrent réellement à apparaître que quelques années avant la Première Guerre mondiale. C'est son frère qui a fait découvrir à son frère aîné la poésie de William Butler Yeats et l'Irlande, ses légendes et les habitants de l'ouest du pays. Il découvre bientôt le village côtier isolé de Gleann Cholm Cille, dans le comté de Donegal, et le paysage sauvage et le climat tempétueux dominé par l'océan Atlantique peuvent être décrits comme le catalyseur du développement de son style tardif.
Arnold Bax a écrit au moins cinq sonates pour violon, mais n'en a publié que trois. Sa deuxième sonate reflète les préoccupations lors de la période de guerre. Il est possible que sa deuxième sonate ait été inspirée par le jeu de May Harrison, mais elle a finalement été jouée par Bessie Rawlins. En 1915, il écrit de nouveaux deuxième et troisième mouvements pour sa première sonate. L'air de style populaire de la partie centrale du mouvement lent original, semblable à une valse, est certainement le précurseur du deuxième mouvement « The Grey Dancer in the Twilight » de la deuxième sonate, écrite elle aussi en 1915.
Si la première sonate trouve son point de départ dans les amours de jeunesse du compositeur, la seconde a une gestation beaucoup plus sérieuse du fait de la Première Guerre mondiale. Elle est écrite au cours de l'été 1915 et datée du 13 août. Comme la première sonate, elle n'a pas été jouée pendant longtemps, jusqu'à ce que le compositeur la révise en 1920, en faisant des coupes et en la réduisant de manière générale. Après le succès de l'interprétation de la première sonate par Bessie Rawlins et, cinq mois plus tard, la violoniste se produit à nouveau avec Arnold Bax au Wigmore Hall lors de la création de la deuxième sonate. Elle est alors publiée en 1923.

## Structure
L'œuvre comprend quatre mouvements :
1. Slow and gloomy
2. The Grey Dancer in the Twilight
3. Very broad and concentrated
4. Allegro feroce

## Réception
Lors de la première exécution de la sonate, un prospectus a été publié pour promouvoir le concert, avec une note de programme non signée, mais manifestement écrite par le compositeur. L'auteur y écrit : « Cette sonate a été écrite en 1915, mais pour diverses raisons, le compositeur ne l'a pas écrite jusqu'à présent. Récemment, elle a été considérablement révisée. L'œuvre est composée de quatre mouvements distincts, bien que l'ensemble soit joué sans interruption. La fin de chacune des trois premières divisions de la sonate est conçue pour créer une impression de pause et d'attente, afin que le plan des différents mouvements soit clair pour l'auditeur. L'œuvre est de forme cyclique, et le motif principal qui domine toute la sonate est également utilisé dans la pièce orchestrale du même compositeur, November Woods. (Le deuxième mouvement, que l'on pourrait également appeler « La danse de la mort », a été particulièrement influencé par les événements de 1915) » (« This Sonata was written in 1915, but for various reasons has hitherto been withheld by the composer. Recently it has been considerably revised. The work is in four distinct movements, though the whole is played without a break. The end of each of the first three divisions of the sonata is designed to create an impression of pause and expectancy, so that the plan of the various movements should be clear to the listener. The work is in cyclic form, and the principal motive which dominates the whole sonata is used also in the same composer's orchestral piece, November Woods. (The second movement, which might also be called « The Dance of Death », was influenced in a particular degree by the events of 1915) »). Plus tard, lors de la diffusion de l'œuvre, Arnold Bax a demandé à ce qu'elle soit décrite comme une « Sonate en quatre mouvements enchaînés » (« Sonata in four linked movements »).

## Analyse
Dans le deuxième mouvement, le violon est en sourdine pendant toute la durée du mouvement, et l'apparition du Dies iræ souligne clairement le sujet. La section finale du dernier mouvement a été appelée « Epilogue » lors de la première exécution. Bien que ce terme n'apparaisse pas dans la partition publiée, la coda finale a une signification similaire à celle des épilogues qui titrent les derniers mouvements de ses symphonies.

## Discographie
- Violin Sonatas, Vol. 2 (No. 2, Sonata in F Major), Laurence Jackson (violon), Ashley Wass (piano), Naxos, 8.570094, novembre 2007